# الیس کانن
الیس کانن (انگلیسی: Ellis Cannon؛ زادهٔ ۲۸ مارس ۱۹۵۹) تاک شو، سلبریتی و ناشر اهل ایالات متحده آمریکا است.